# Mirco Born
Mirco Born (* 28. Juni 1994 in Haren) ist ein deutscher Fußballspieler.

## Karriere

### Verein
Der etatmäßige Rechtsaußen wuchs in Rütenbrock – einem an die Niederlande grenzenden Ortsteil von Haren (Ems) – auf und spielte als Kind beim örtlichen VfL Rütenbrock. Zwei Jahre spielte er anschließend beim SV Meppen und gehörte zum Stamm der U-15-Auswahl des Niedersächsischen Fußballverbandes, ehe er im Juli 2008 vom Emsland in die Jugend des FC Twente nach Enschede wechselte. Als Jugendlicher wurde er bei einem internationalen Turnier in Groenlo als bester Torschütze zum besten Turnierspieler gewählt. Seine Stärken sah er selbst insbesondere in seiner Schnelligkeit und in seiner Teamfähigkeit. In der Saison 2011/12 trainierte der A-Jugendliche zeitweilig bereits mit der zweiten Mannschaft Jong FC Twente von Trainer Patrick Kluivert und wurde vom Verein in den Kader für die Champions League berufen, kam jedoch zu keiner Spielminute bei den Senioren.
Nach Erreichen der Volljährigkeit gehörte Born in der Saison 2012/13 fest zum Kader von Jong FC Twente. Sein Debüt in der ersten Elf gab er schon zwei Wochen nach seinem 18. Geburtstag am 12. Juli 2012 im Rückspiel der ersten Qualifikationsrunde zur UEFA Europa League beim andorranischen Vertreter UE Santa Coloma. Am 2. September 2012 kam Born in der Begegnung des vierten Spieltags gegen VVV-Venlo als Auswechselspieler zu seinem ersten Einsatz in der Eredivisie. Er wurde in der 81. Spielminute für Luc Castaignos eingewechselt. Twente gewann mit 1:0; der Siegtreffer fiel in der Nachspielzeit durch einen Strafstoß von Leroy Fer, nachdem Venlos Innenverteidiger Ismo Vorstermans Born gefoult hatte.
2014 wurde Born zunächst an den FC Viktoria Köln verliehen und wechselte anschließend zur Saison 2014/15 zur Zweitvertretung des Bundesligisten Hertha BSC. Zur Saison 2015/16 wurde er vom SV Meppen verpflichtet. Mit Meppen wurde er in der Spielzeit 2016/17 Meister der Regionalliga Nord und stieg in die 3. Liga auf. Zur Saison 2017/18 wechselte Born zum Zweitligisten SV Sandhausen, er erhielt dort einen Dreijahresvertrag. Noch vor der Saison erlitt Born in einem Testspiel einen Kreuzbandriss und kam danach in der zweiten Liga nicht mehr zum Zug. Er spielte für die SVS-Reserve in der Oberliga und kehrte nach einem Jahr für die Drittligasaison 2018/19 auf Leihbasis zum SV Meppen zurück, für den der Mittelfeldspieler allerdings nur siebenmal auflief.
Nach seiner Rückkehr nahm Born an der Saisonvorbereitung Sandhausens teil, wechselte aber Mitte Juli 2019 fest zum Regionalligisten FSV Frankfurt. Im Sommer 2020 schloss er sich dem Ligakonkurrenten FC-Astoria Walldorf an und kam dort in zwei Jahren zu 27 Pflichtspieleinsätzen. Es folgten anderthalb Spielzeiten beim Siebtligisten FC Östringen und seit Januar 2024 steht er beim VfR Heilbronn in der Verbandsliga Württemberg unter Vertrag.

### Nationalmannschaft
Ab der U15-Nationalmannschaft nahm er regelmäßig an DFB-Lehrgängen teil. Sein Länderspiel-Debüt gab er am 14. August 2009 im U16-Länderspiel gegen die Schweiz aus Anlass eines Turniers in Liechtenstein. Bei der U17-Weltmeisterschaft in Mexiko 2011 gehörte Born als zweitjüngster Spieler zum Kader der deutschen Mannschaft von Trainer Steffen Freund, die den dritten Platz belegte. Er kam in zwei Spielen zum Einsatz. Insgesamt erzielte er in neun Spielen für die U17-Auswahl einen Treffer. Darüber hinaus trug er in 15 weiteren Jugendbegegnungen der jeweiligen Altersklassen das DFB-Trikot, darunter 2012 zweimal in der U18-Auswahl von Trainer Christian Ziege.